# پوستوش (شهرستان لنسکی، استان آرخانگلسک)
پوستوش (به لاتین: Pustosh) یک منطقهٔ مسکونی در روسیه است که در استان آرخانگلسک واقع شده‌است.